# توم بروستر
توم بروستر (بالإنجليزية: Tom Brewster)‏ هو لاعب كرلنغ بريطاني، ولد في 10 أبريل 1974 في سنت أندروز في المملكة المتحدة.

## وصلات خارجية
- توم بروستر على موقع الاتحاد الدولي للكرلنغ (الإنجليزية)
- توم بروستر على موقع اللجنة الأولمبية الدولية (الإنجليزية)
- توم بروستر على موقع أوليمبيديا (الإنجليزية)